# 沼田川
沼田川（ぬたがわ）は、広島県を流れる二級河川で沼田川水系の本流。

## 地理
広島県東広島市と安芸高田市の境に位置する鷹ノ巣山（標高992m）に源を発し、東広島市内を南東方向へ向かって流れ、三原市に入った後もそのまま南東方向へ向かって進み、三原市中心部の三原湾から布刈瀬戸（瀬戸内海）へと注ぐ。流域は支流も含め、上流側が東広島市・下流側が三原市とほぼ二分されている。
上流域が旧賀茂郡福富町および河内町の東半分で世羅台地面（吉備高原）南西端にあたり流れは小さく蛇行を繰り返し、中流域が河内町東半分から東側にあたる賀茂台地にあたり流れはまっすぐ東南東方向へ、下流域は旧豊田郡本郷町中心部から東側にあたり流れはそのまままっすぐ東南東方向へと向かう。流域ほとんどを山間部が占め、下流域が平野となる。主な支流は入野川・椋梨川・梨和川・仏通寺川・天井川など。

## 沿革
この流域には縄文時代後期から弥生時代にかけての遺跡が複数存在しており、古くから人間がこの川の畔で生活していたことが確認されている。
またこの流域は、河口が山陽地方の瀬戸内海に面した三原で、その上流から更に西側は安芸国の中心地・広島市であるため、古代から安芸・備後・備北を結ぶ交通結節点として栄え、この川に沿って交通網が整備された。まず、支流に古来山陽道が、次いで西国街道が整備され、三原・本郷（三原市内）・白市（東広島市）が宿場町として栄えた。この道は明治時代に入ると国道2号として、更に時代が下ると山陽本線・山陽新幹線と開通していった。広島県唯一の空港である、広島空港もこの流域にある。
近世に入ると、河口部で小早川隆景により三原城が整備されると以降三原が城下町として発展し、干拓により穀倉地帯となっていった。明治時代には鎮守府設置候補地となったが、この川の土砂堆積作用により軍港として機能停止となる可能性が懸念されたことから計画取りやめとなった。
戦後時代が進むに連れ、河口部は工業地として栄え、この川を水源として工業用水道が整備されていった。近年、上流域の高屋地区は広島市のベッドタウンとして開発されている。
この状況の中、古くから洪水被害に遭遇しており特に枕崎台風や昭和42年7月豪雨・6.29豪雨災害・平成30年7月豪雨と流域で広範囲に被害を出している。さらに平成6年渇水と、渇水でも被害を出している。そのため流域整備が1932年（昭和7年）河口部の改良工事から始まり、その後椋梨ダム・福富ダム・三河ダムなどの治水および飲料用上水・灌漑用のダムが整備されていった。

## 自然
水質は、環境省「水質汚濁に係る環境基準」において以下のとおり。
- 河口部のみ : B類型（BOD75%値 3.0mg/l以下）
- その他流域 : A類型（BOD75%値 2.0mg/l以下）

ただ、近年の広島市のベッドタウンとして開発されている上流域や、下水整備がまだ途中である下流域は、部分的にこれより悪化している。
気候は、瀬戸内海式気候に属し梅雨・台風期に降雨が集中し雨量が少ない傾向がある。地質は、流域全域が花崗岩で占められ、上流域最上部付近で流紋岩、河口部は風化した花崗岩が堆積した"マサ土"による沖積平野となっている。
動植物は、以下のとおり。
- 魚類は、全流域でアユ・オイカワ・カワムツ・ヨシノボリが確認されている。特にアユは「金口鮎」と呼ばれる最高級品であり[8]、流域市町村では「鮎まつり」として関連行事が開催されている[9]。中・下流域ではオヤニラミが確認されている・
- 鳥類は、河口部の干潟や流域のダム湖に渡り鳥のカモ科やカイツブリ科が飛来し、カンムリカイツブリが確認されている。
- 植生は、上流域で広島県レッドリスト入りしているアカザが確認されている。
- 林相は、川を境界として南側がアカマツ-アラカシ群集、北側がアカマツ-ウラジロガシ群集と、広島県では一般的な二次林で占められる。

## 景観
以下、支流含めた全流域にある主な施設・景勝地を上流側から列挙する。ただし教育機関・神社仏閣およびJR山陽本線各駅は過多のため除く。

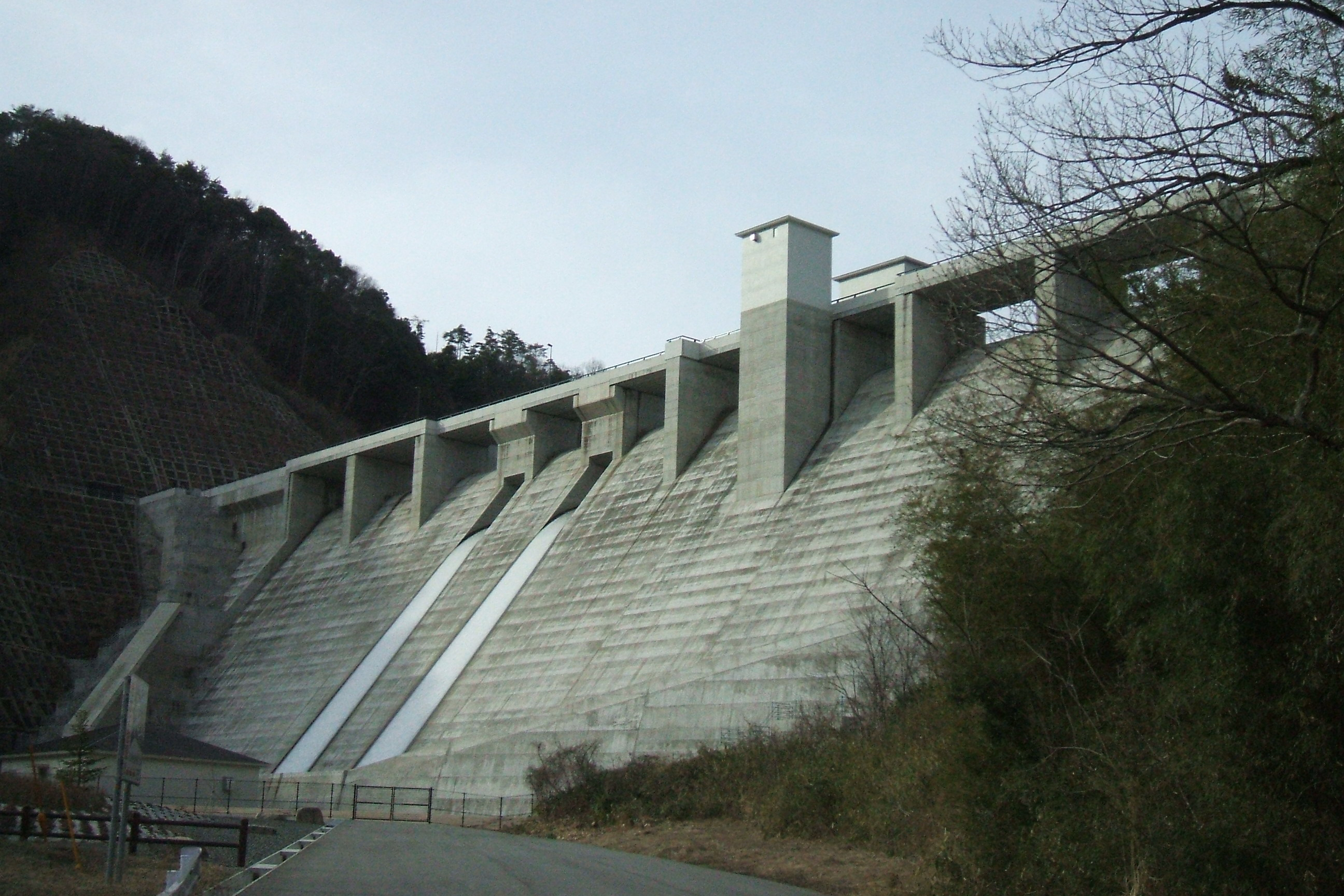
福富ダム
- 東広島ニュータウン
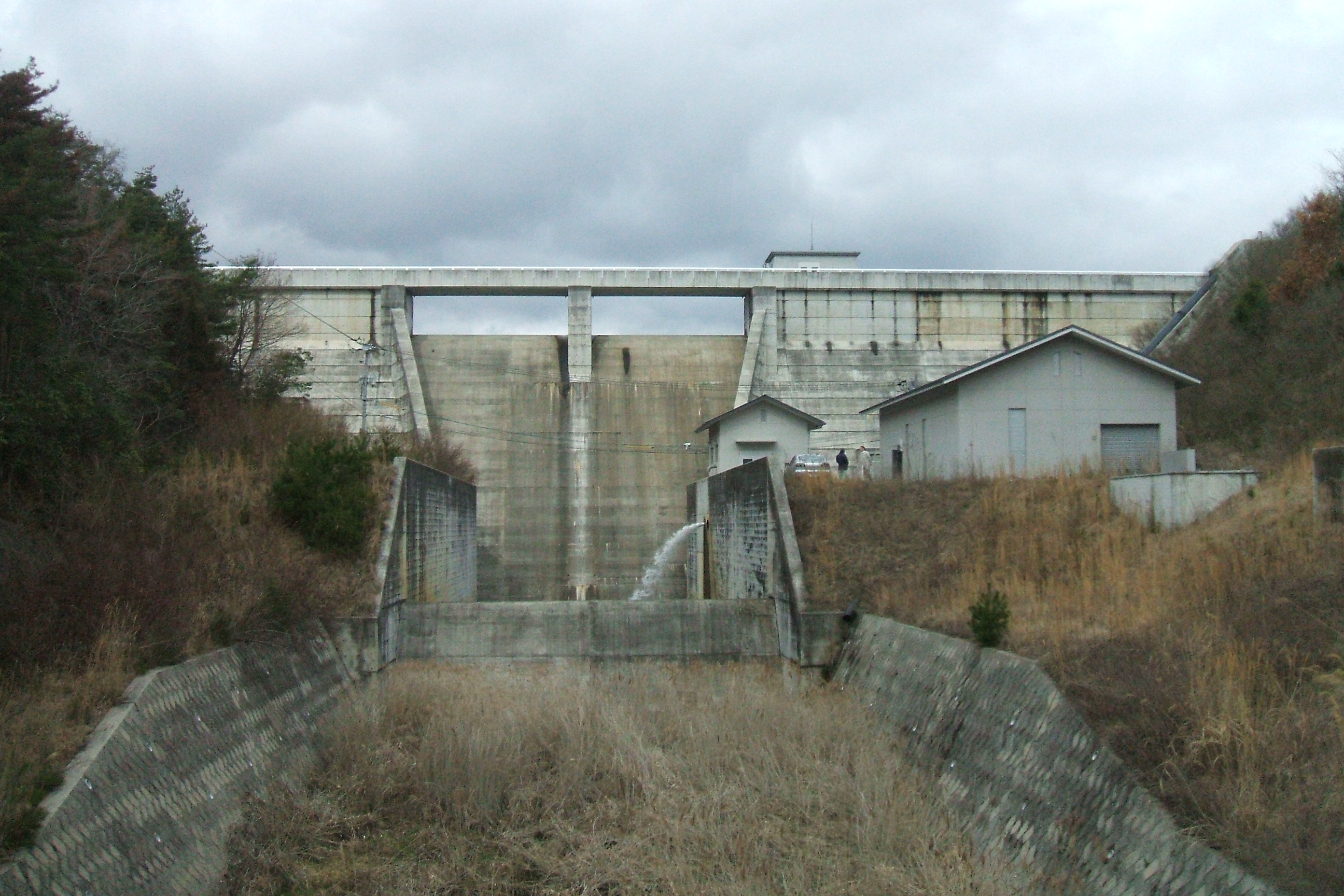
椋梨ダム
- 深山峡
- 三河ダム
- 船木峡
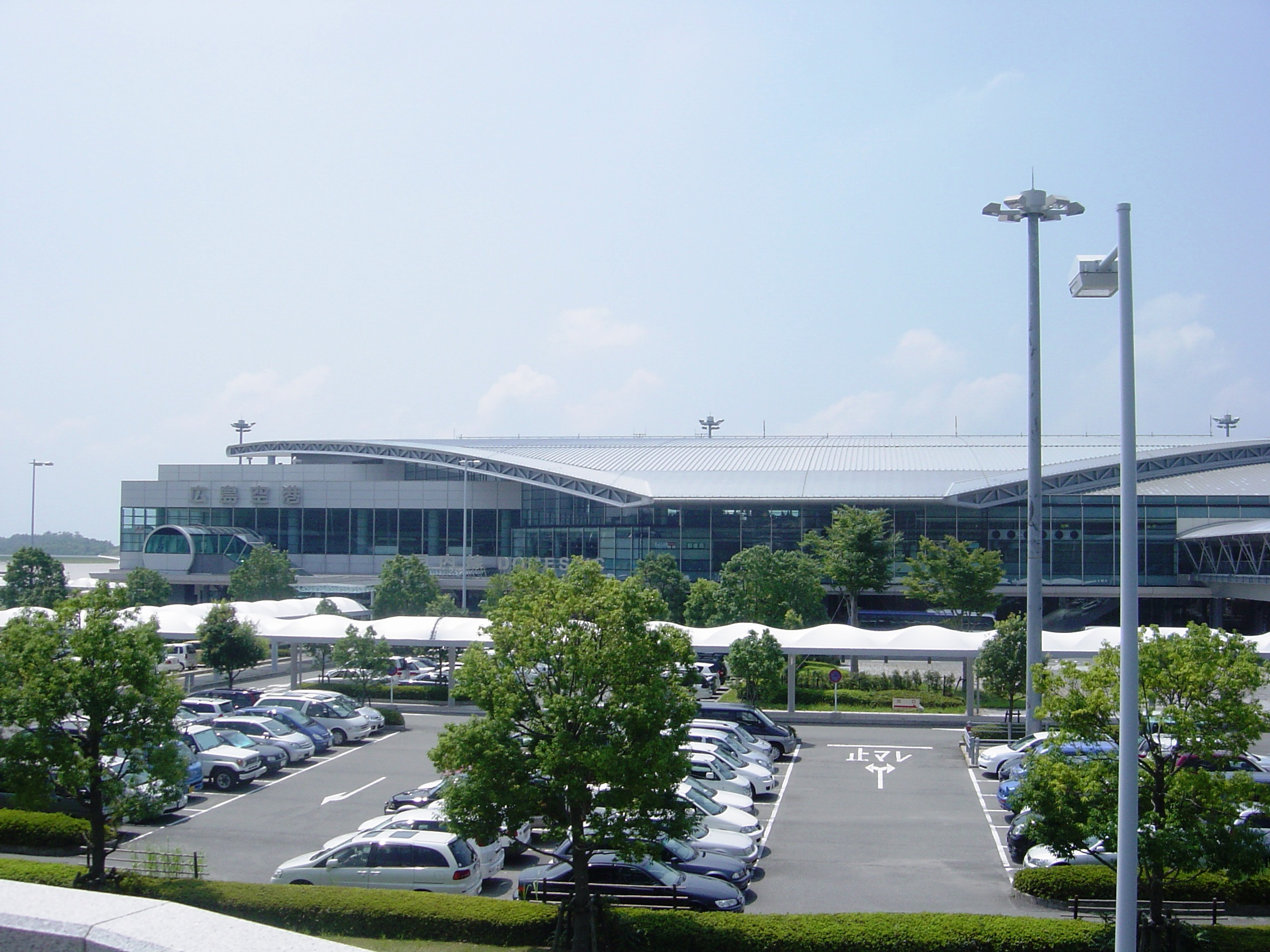
広島空港
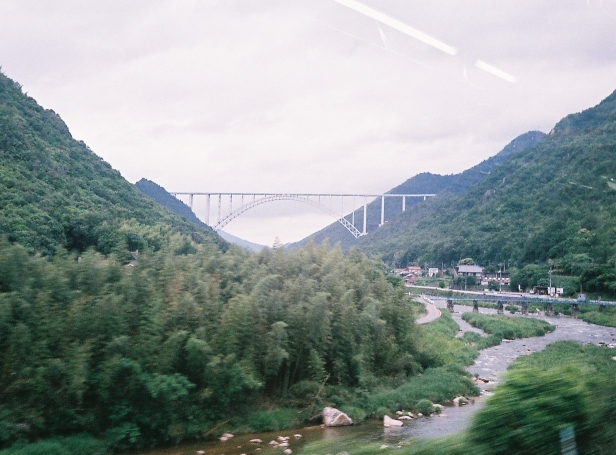
JR山陽本線から見た広島空港大橋

- 広島空港大橋
- 昇雲の滝
- 帝人三原工場
- 尾道糸崎港

- 福富ダム
- 三河ダム
- 広島空港
- JR山陽本線から見た広島空港大橋

## 備考
- 旧賀茂郡福富町および河内町の町章はこの川をデザイン化したものである。詳細は広島県の市町村章一覧参照。
- 三原市で行われるやっさ祭りの中で、この川から花火が打ち上げられる。

## 参考資料
- 広島県『二級河川沼田川水系河川整備基本方針』
  - 『１． 沼田川流域の概要』（PDF）（プレスリリース）広島県、2011年12月1日。2013年11月30日閲覧。